# Нощни прозорци
„Нощни прозорци“ е българска телевизионна новела от 1987 година на режисьора Веселин Пройков, по сценарий на Росица Буркова и операторска работа на Методи Генов. Филмът е направен по едноименния разказ на Богдан Глогински.
Филмът е дебют на Веселин Пройков.

## Сюжет
Един безкрайно честен, изключително нравствен, до наивност добър млад човек, който разчита в този живот единствено на двете си ръце и на голямото си сърце, е обявен за нарушител на моралния кодекс. И то от кого ! От човейки, който говорейки за морал, се опиянява от собствените си думи и буквално преследва всяко друго мнение освен своето..

## Актьорски състав
| Роля | Изпълнител            |
| ---- | --------------------- |
|      | Констатин Хаджипанзов |
|      | Неда Колева           |
|      | Иван Джамбазов        |